# 黃莉莉 (臺灣)
黃莉莉（英文名： Lily Huang，1959年5月6日—），出生於臺灣彰化縣彰化市，現居住臺北市內湖區，是以紗網為底材並結合多媒材的臺灣現代刺繡藝術家。

## 生平
1981年畢業於國立臺灣大學，2005年接觸亂針刺繡，2006年以 101 台灣紅(101 Taiwan Red)藝術創作品入圍，代表台灣參加APEC地方文化產業博覽會，同年加入中華民國視覺藝術協會（AVAT）會員。2008 年榮獲台北市駐市藝術家，也曾在2008年草山國際藝術村擔任台北國際藝術村駐村藝術家，2010年擔任台南市左鎮駐村藝術家，2012年榮獲國立傳統藝術中心亞太傳統藝術節駐村展演。
2007年展開行動藝術，以行動繪繡方式將刺繡藝術帶入人群，在公園或廣場刺繡寫生推廣傳統工藝，多次以台灣在地特色之作品在國內外參展推廣傳統刺繡工藝，其亂針刺繡加入更多的現代感，以多媒材的運用，取之傳統又突破傳統，例如以紗網為底材，以刺繡為主軸，再截取布藝（Fiber Art）之美，創新結合以傳統的技法，結合現代感題材表現出獨特的創意刺繡。

## 入選獎項
- 2006 APEC 地方文化產業博覽會作品入選
- 2007~2008 台北市駐市藝術家-草山國際藝術村工作室進駐入選
- 2008 國立傳統藝術中心~台灣編織大展~作品入選
- 2008 屏東美展 -作品入選
- 2009 屏東美展 -作品入選
- 2011 台北國際花博 -入選展演
- 2011 台北國際花博競賽 -佳作獎
- 2011「萬花祈福祭」花禮競賽 -佳作獎
- 2013 夢想與成就的對談 - 總統府藝廊 入選參展
- 2013 信念台灣 - 國立傳藝中心 -入選展演
- 2013 AVAT 藝術家博覽會 -入選展演
- 2014 永遠の朋友展 日本仙台  -以臺灣工藝代表參展
- 2016 看故事-思維工藝 - 總統府藝廊 -入選參展
- 2017 絲情花意〜秀繡看-黃莉莉當代刺繡藝術展 (台中葫蘆墩文化中心)
- 2018 勞工技藝博覽會 (華山藝文特區)
- 2019 【台灣當代一年展】AVAT
- 2020 【台灣當代一年展】AVAT
- 2021 【是誰切洋蔥】新光三越全台巡迴展

## 外部參考資料
- 台灣宏觀電視文人政事2009年專訪
- 台灣 宏觀電視 文人政事2016年專訪
- 僑委會 僑見台灣 專輯
- TVBS電視台 來怡客 專訪
- 藝術公益誌 VOL.26 走訪藝術家-現代創意刺繡-黃莉莉 （页面存档备份，存于）
- 創藝多腦河 人間衛視1080 集 專訪 （页面存档备份，存于）
- 壹Walker逗陣行第334集 #壹電視 專訪 （页面存档备份，存于）